# Detta Yao
Detta Yao es una arqueóloga ficticia perteneciente al universo Star Wars.

## Historia de publicación
El personaje fue creado por la persona guionista Alyssa Wong y la dibujante Marika Cresta, apareciendo por primera vez en el cómic Doctor Aphra Vol 2 #1, que se publicó el 27 de mayo de 2020.

## Biografía ficticia
Detta Yao era una estudiante universitaria decidida a escribir su tesis doctoral sobre los supuestamente malditos Anillos de Vaale, desalentada por sus profesores, quienes creían que se centraba en el folklore en lugar de los hechos. Persistente, Yao investigó por su cuenta hasta reunir suficiente información para planear una expedición. Poco después de la Batalla de Hoth, conoció a la renegada doctora Chelli Aphra en una cantina y le pidió ayuda para encontrar los anillos, mencionando su maldición para explicar la falta de financiamiento universitario. Yao contrató a Aphra y su equipo, incluyendo al contrabandista Just Lucky y al cazarrecompensas Krrsantan, y luego reclutó a la ex profesora de la Universidad de las Sombras, la doctora Eustacia Okka.
El grupo viajó al planeta Dianth y se aventuró en la ciudad maldita de Vaale. Yao se asustó por caras talladas que se movían, pero solo ella las vio. Aphra sospechó que Yao estaba alucinando. Mientras exploraban, Yao intentó usar un supuesto código en una estructura, pero esta emitió un fuerte sonido. Krrsantan y Lucky dispararon para detener el ruido, causando que el suelo se derrumbara y ellos cayeran. Yao y Aphra quedaron atrapadas y fueron rodeadas por las fuerzas de Tagge, que querían arrestarlas y llevar los Anillos a su empleador.
Haciendo uso de su personalidad extrovertida, Yao distrajo a sus captores mientras Aphra engañaba a los guardias de Tagge para activar los sistemas de seguridad de la ciudad. Yao y Aphra escaparon de los droides de seguridad y encontraron el santuario de los arquitectos, pero los artefactos estaban ausentes. Aphra acusó a Yao de querer los anillos para sí misma, y ambas sacaron sus blásteres, pero fueron interrumpidas por Lucky y Okka, quienes dijeron tener el Anillo de la Fortuna. Yao amenazó a Okka al encontrar el estuche vacío, pero se detuvo cuando Lucky reveló que tenía el anillo. Distrayéndose con Lucky, Yao fue disparada por Aphra mientras las fuerzas de Tagge irrumpían en la sala.
Atada por Aphra y su equipo, Yao escapó usando el antiguo sistema de alcantarillado de la ciudad. En la superficie, la flota de Tagge bombardeó la ciudad y la nave de Aphra. Encontraron una nave de la Era de la Alta República y volaron a Cantonica para enfrentar a Tagge. Allí, fueron esposados y llevados al ático privado de Tagge, quien reveló tener el Anillo de la Inmortalidad y planeaba destruir ambos anillos. Aphra distrajo a Tagge y lo atrapó en su cámara de desintegración, mientras Yao se defendía de las fuerzas de seguridad con una hoja oculta. Escaparon con artefactos y Yao y Okka regresaron a la Academia de las Sombras, terminando su expedición con Aphra.